# Еміль Андерссон (настільний тенісист)
Еміль Андерссон (нар. 29 квітня 1993) — шведський настільний тенісист, змагається в паралімпійському одиночному розряді (клас 8) і командних змаганнях (класи 6-8).
Андерссон взяв участь в літніх Паралімпійських іграх 2012 в Лондоні, де він завоював бронзову медаль в чоловічому одиночному класу 8. Андерссон і Лінус Карлссон виграли срібну медаль на літніх Паралімпійських іграх 2016 в Ріо-де-Жанейро, граючи в фіналі проти збірної України в чоловічих командах класу 6-8.